# أسباب الفصام

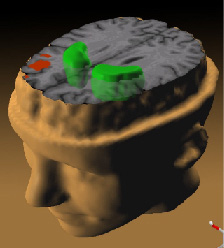

أسباب فصام الشخصية كانت محل كثير من الجدل مع عوامل متعددة مطروحة ومستقطعة أو معدلة. لغة البحث في الشيزوفرينيا تحت الصياغ الطبي علمية. مثل هذه الدراسات تقترح ان الوراثة، فترة النمو ما قبل الولادة، البيئة الاولية المتعرض لها، نمو الأعصاب ووظائفها، العمليات النفسية والاجتماعية من العوامل المساهمة المهمة. البحث النفسي الحالي في تطور هذا الاضطراب غالباً ما يعتمد علي أساس ونموذج تطور عصبي (مناصرين يرون ان الشييزوفرينيا كمتلازمة). علي أي حال الشيزوفرينيا يتم تشخيصها بناءً علي شاكِلَة أعراض موجودة. الترابط العصبي معها لا يوفر سمات مفيدة كافية. البحث الحالي في الشيزوفيرينا ما زال علي نحو متشظي ومتفرق، مثل الاستعلان السريري للمرض نفسه. الشيء الوحيد الذي يستطيع الباحثين الاتفاق عليه هو ان الشيزوفرينيا هي حالة معقدة ومتعددة. من الأفضل ان ينظر لها كمتلازمة، مجموعة من الأعراض التي يمكن أن تكون متصلة بأسباب أو لا، أكثر من مجرد مرض منفرد.
من الممكن تكون الشيزوفرينيا في أي سن، لكن في الأغلب تحدث في الأشخاص ما بين أعمار ال 16-30 (الذكور 16-25 والإناث 25-30)- حوالي 75 بالمائة من الأشخاص الحاملين لهذا المرض يكونوه في هذا السن. هنالك احتمالية لتكوين الأطفال للشيزوفرينيا، مع انها نادرة ما قبل سن ال 12 . وكذلك تكون حالات جديدة بعد سن ال40 . بالإضافة إلي، حوالي 1 بالمائة من السكان حول العالم سوف يكونون الشيزوفرينا علي مدار حياتهم. لذلك من بين جميع من ولدوا، 1 من كل 100 شخص سوف يكونون شيزوفرينيا بحلول سن ال 55. متوسط الرجال بشكلٍ ما أسرع من النساء، مع احتمالية وجود تأثير لهرمون النساء الاستروجين يعد نظرية مع التأثير الاجتماعي الثقافي.
أثبت الدارسات أن الأشخاص الذين يولدون خلال الأشهر الأخيرة من الشتاء والأشهر الأولى من الربيع يكونون أكثر عرضة للإصابة بالفصام، وهي ظاهرة تعرف باسم «التأثير الموسمي». ويعتقد أن العوامل المسئولة لها صلة بالأوبئة الفيروسية المختلفة ونقص فيتامين دال والكثافة السكانية وسوء التغذية قبل الولادة وتعاطي المخدرات والتفاعل الإضافي وعوامل الوقاية.

## علم الوراثة

### الانتقال بالوراثة
الدليل يقترح ان الإستعداد الوراثي مع العوامل البيئية مجتمِعين يستطيعون أن يؤدوا الي تكوين الشيزوفرينيا. بالرغم من أن فرصة توريث الشيزوفرينيا قوية جداً، الا أن هناك بعض الأدلة بأن ليس جميع الحالات تحدث عن طريق التوريث الجيني. الكثير ممن يحملون جينات الشيزوفرينيا من الممكن الا يصابون بها. البحث الحديث أقترح أن الإستعداد الوراثي للشيزوفرينيا متعدد العوامل يحدث بالتفاعل بين العديد من الجينات.
دراسات التوائم المنفردة أو المجمعة قدرت نسبة خطورة توريث الشيزوفرينيا 8 بالمئة تقريباً (هذا يشير إلي نسبة الاختلافات بين الأفراد في مجتمع متأثِر بالعوامل الجينية، ليس درجة خطورة التحديد الوراثي لكل فرد), لكن نسبة التوريث تختلف من 41 ل 87% معدلات التواؤم بين التوائم أحادية البويضة تختلف في دراسات مختلفة، حوال50% بينما التوائم ثنائية البويضة كانت 17%. بعض دراسات التوأم وجدت معدلات منخضة ك 11%-13.8% بين التوائم أحادية البويضة، و1.8%-4.1% بين التوائم ثنائية البويضة
دراسات العائلة توضح أن كلما كانت العلاقة وطيدة بين الشخص والمصاب الشيزوفرينيا. كلما كانت احتمالية الإصابة بهذه المتلازمة. سن الوالد عامل في الشيزوفرينيا بسبب زيادة القابلية لحدوث طفرات في كروموسومات الخلايا التي تصنع الحيوان المنوي. علي العكس فبويضة المرأة تنقسم 23 مرة قبل الولادة ومرة واحدة فقط بعد ذلك. فرصة حدوث خطأ في النسخ خلال مضاعفة الDNA أثناء انقسام الخلية تزيد مع مرات انقسام الخلية، وزيادة في أخطاء النسخ من الممكن أن تسبب تراكم في الطفرات التي تزيد نسبة حدوث الشيزوفرينيا. متوسط معدلات التواؤم أعلي في التوأم المتماثل أكثر من التوأم المتآخي والدليل يقترح أيضاً البيئة أثناء الحمل والفترة المصاحبة للولادة تؤثر أيضاً في معدلات التواؤم في التوأم المتماثل.

### مرشحيين وراثياً
بالرغم من أن التوأم المتماثل ودراسات العائلة أشارت إلي وجود درجة كبيرة من الوراثة في الشيزوفرينيا، الأسباب الجينية المحددة ما زالت غير واضحة.لكن مؤخراً، العديد من الدراسات واسعة المجال بدأت للكشف عن الدعائم الجينية لهذا المرض. يجب عمل فصل مهم بين الأقل عرضة، المحتملين (توضح بدراسة مرشحين أو دراسات ترابط علي النطاق الجيني (GWAS)), والأكثر عرضة، متغيرات نادرة (تستطيع الحدوث عن طريق طفرات جديدة مستحدثة) ومتغيرات عدد النسخ (CNVs).

#### دراسة الجينات المرشحة
سجلت مقالة قديمة عام 2003 لمقالة في دراسات الروابط 7 جينات تزيد نسبة خطورة التشخيص المستقبلي للاضطراب. اقترحت مقالتان حديثتان  ان الدليل الأقوي كان لجينين معروفان ب ديسبايندين dysbindin (DTNBP1) ونيوريجلين neuregulin (NRG1), وعدد من الجينات الأخرى (مثل COMT, RGS4, PPP3CC, ZDHHC8, DISC1, AKT1) أظهرت نتائج واعدة. دراسات قاضية في دروسوفيلا إنخفاض ان إنخفاض التعبير عن ديسباندين خفض الانتقال المشبكي للجلوتامترجيك، يؤدي إلي ذاكرة معطوبة. الاختلافات بالقرب من جين ال FXYD6 تم ربطها بالشيزوفرينيا في المملكة المتحدة  ولكن ليس في اليابان. في عام2008 rs7341475 SNP لجين ريليين تم ربطه بزيادة نسبة الخطورة الإصابة بالشيزوفرينيا في النساء، ولكن ليس الرجال. هذه الرابطة النسائية المحددة تكاثرت في العديد من المجتمعات. وجدت مقالة أخرى دليل ان بروتين فوسفاتيز2B (كالسينيورين) من الممكن ان يتدخل في القابلية للإصابة بالشيزوفرينيا.
أكبر وأكثر دراسة جينية شاملة، تتضمن اختبارات للعديد من مئات تعدد أشكال النوكليوتيدات المفردة في حوالي 1,900 فرد مصاب بالشيزوفرينيا أو اضطراب فصامي و 2,000 حالة مقارنة، ذكرت في 2008 ان ليس هناك أي دليل لاي روابط مهمة بين الاضطرابات وأي من ال14 جين المرشحين المذكورين سابقاً (RGS4, DISC1, DTNBP1, STX7, TAAR6, PPP3CC, NRG1, DRD2, HTR2A, DAOA, AKT1, CHRNA7, COMT, و ARVCF). التوزيعات الإحصائية لم تقترح سوى تعدد الفرص. استنتج الكاتبون ان النتائج تجعل ليس من المحتمل ان تعدد أشكال النوكليوتيدات المفردة في هذه الجينات تمثل نسبة كبيرة من عامل الخطورة الجينية للشيزوفرينيا، بالرغم من أن التأثيرات البسيطة لا يمكن استبعادها.
ربما أكبر تحليل للروابط الجينية في الشيزوفرينيا هي مع القاعدة البيانية لل سز جين في منتدي بحث الشيزوفرينيا. تحليل جماعي في 2008 فحص تعددات جينية في 16 جين ووجد اثار اسمية مهمة.
تمكنت دراسة في 2009 ان تخلق تطابق في الأعراض الشيزوفرينية في الفئران عن طريق حذف مجموعة جينية واحدة، المسئولة عن مستقبلات النيوريجلين البعد - مشبكية. أظهرت النتيجة بالرغم من ان الفئران نمت بشكل طبيعي، في النمو العقلي الإضافي، مستقبلات الجلوتامين تكسرت. هذه النظرية تدعم فرضية الجلوتاميت في الشيزوفرينيا. دراسة أخرى للشيزوفرينيا في 2009 قام بها باحثون بجامعة سايمون فرايزر توضح الرابطة بين التوحد والشيزوفرينيا: " مجموعة جامعة سايمون فرايزر وجدت ان الاختلافات في اربع مجموعات جينية مرتبطة بكلا التوحد والشيزوفرينيا. طبيعياً الأشخاص يمتلكون نسختين من كل جين، لكن في المتوحدين بعض المواقع في الجينوم تمتلك نسخة واحدة فقط وفي الشيزوفرينيا هنالك نسخ إضافية في نفس المواقع.

#### دراسة جميع روابط الجينوم
لزيادة حجم العينة لكشف أفضل مدعوم لمتغيرات شائعة مع أثار قليلة، بيانات دراسة جميع روابط الجينوم تستمر في التجمع في اتحادات دولية كبيرة. الاتحاد الوراثي النفسي يحاول ان يجمع بيانات دراسة جميع روابط الجينوم في الشيزوفرينيا لتحديد روابط المتغيرات الشائعة مع تأثير بسيط علي عامل خطورة المرض.
في عام 2011 , هذا التعاون تم توضيح بالتحليلات الجماعية لدراسة جميع الروابط الجينوم ان 129 من 136 تعدد أشكال النوكليوتيدات المفردة المرتبطة بالشزوفرينيا تم تحديدها في منطقة معقد التوافق النسيجي الكبير في الجينوم.
في 2013 مجموعة البيانات هذه تم تمديدها للتعرف علي 23 مواقع جينية مرشحة في المجمل للمرض، الآن تورط أيضاً إشارات الكالسيوم كعامل مهم في المرض.
في 2014 هذا التعاون امتد لتحليلات جماعية أكبر، الأكبر حتي الآن، في بيانات دراسة جميع رواب الجينوم (36,989 حالات و 113,075 سليم) في الطبيعة، تشير إلي 108 مواقع جينية مرتبطة بالشيزوفرينيا، منهم 83 لم يتم التعرف عليهم مسبقاَ. سوياً هذه الجينات المرشحة أشارت إلي أهمية الانتقال العصبي والمناعة كعوامل مهمة في المرض.
مجموعات فرعية عرضية مميزة لمجموعات الشيزوفرينيا وضحت ان هناك أنماط مختلفة من اختلافات تعدد أشكال النوكليوتيدات المفردة، تعكس الطبيعة الغير متجانسة للمرض.
دراسة في 2016 ورطت جين س4 في الشيزوفرينيا. وجد أن س4 يلعب دور في التقليم المشبكي، وزيادة التعبير عن س4 يؤدي إلي انخفاض الشوكات التَغَصُّنِيَّة ونسبة خطورة أعلي للشيزوفرينيا.

#### متغييرات عدد-نسخ
اقترح بحث أخر أن عدد أكبر من المتوسط لإختلافات الهيكلية مثل المحذوفات النادرة أو التضاعف لتسلسلات DNA صغيرة داخل الجينات (المعروفة بمتغييرات عدد-نسخ) مرتبطة بزيادة نسبة الخطورة للشيزوفرينيا، خاصةً في الحالات المنفردة الغير مرتبطة بتاريخ العائلة في الشيزوفرينيا، وأن العوامل الجينية وممرات النمو تستطيع أن تكون مختلفة في أشخاص مختلفين. إستطلاع لجميع الجينوم ل 3,391 فرد مصاب بالشيزوفرينيا وجد متغييرات عدد-نسخ في أقل من 1% من الحالات. بينهم، تم رصد حذف في مناطق مرتبطة بالذهان، وأيضاً حذف في كروموسوم 15q13.3 و 1q21.1 .
تحدث متغيٌرات عدد-نسخ نتيجة تهجين متجانس غير أليلي بواسطة نسخة منخفضة مكررة (مناطق متشابهة بشكل متسلسل). هذا يؤدي إلي حذف وتضاعف في جرعات الجينات الحساسة. تم رصد ان متغيٌرات نسخ-عدد تمثل نسبة كبيرة من الاختلافات الإنسانية، التي تتضمن اختلافات في السمات المعرفية والسلوكية والنفسية، وأن متغيٌرات نسخ-عدد على الأقل في 3 مواضع ممكن أن تؤدي إلي زيادة نسبة الشيزوفرينيا في بعض الأفراد. عِلْمُ التَّخَلُّق ممكن أن يلعب أيضاً دور في الشيزوفرينيا، مع التعبير عن Protocadherin 11 X/Protocadherin Y الذي يلعب دور مهم في الشيزوفرينيا.
فحص تحقيق في 2008 ل 2,977 مريض شيزوفرينيا و 33,746 سليم من ال7 مجتمعات أوروبية متغيٌرات نسخ-عدد في نيوريكسين، ووجد أن المحذوفات التي تؤثر علي المحور العصبي في جين NRXN1 أعطي نسبة خطر للشيزوفرينيا.
تحليل جماعي محدث حول متغيٌرات نسخ-عدد للشيزوفرينيا نشر في 2015 عدد موسع من متغيٌرات نسخ-عدد مشار إليها في المرض، الذي كان أيضاً أول دليل جيني لتورط الانتقال العصبي للGABA. دعمت هذه الدراسة المشاركة الجينية للانتقال العصبي المحفز.

### تشابك مع اضطرابات أخرى
الدراسات المتعددة اقترحت وجود تداخل جيني بين الشيزوفرينيا والمتلازمات النفسية الأخرى. في 28 من فبراير سنة 2013 ذا لانسيت نشرت مقالة حول العلاقة الجينية المحتملة بين متلازمة طيف التوحد، اضطراب نقص الانتباه مع فرط النشاط، الاضطراب ذي الاتجاهين، نوبة الاكتئاب العظمى، والشيزوفرينيا. لقد حللوا على نطاق الجينوم بيانات تعدد أشكال النوكليوتيدات المفردة للمتلازمات الخمسة في 33,332 حالة و27,888 سليم من سلالة أوروبية. هذه المجموعة وجدت أربع مناطق جينات التي تداخلات مع المتلازمات الخمسة، اثنين منهم لتنظيم الكالسيوم في المخ.

### علم النفس التطوري
تعتبر الشيزوفرينيا كلغز تطوري بسبب الترابط بين نسبة الانتقال بالوراثة المرتفعة، معدل الانتشار المرتفع نسبياً وانخفاض النجاح التناسلي. إحدي التفسيرات من الممكن أن يكون زيادة النجاح التناسلي بين الأقارب دون الأعراض لكن هذا لا يبدو ان هو القضية. ما زال يتم النقاش أن من الممكن أن كمية قليلة من الجينات التي نزيد الفصام من الممكن ان تزيد النجاح التناسلي عن طريق زيادة بعض الصفات مثل الإبداع، القدرة اللغوية، والحساسية العاطفية.
تفسير تطوري أخر هي نظرية العقل المطبوع "imprinted brain theory" التي تجادل أن الذهان والتوحد هما متلازمتان متباينتان عن طريق عدد من المتغيرات المختلفة. تم الجدال حول أن السبب هو الطباعة الجينية الغير متوازنة لجينات الأب في حالة التوحد وجينات الأم في حالات الذهان.

### قبل الميلاد
من المثبت أن مُضَاعَفات الحمل أو أحداثه لها علاقة بزيادة فرصة تطوير الطفل للشيزوفرينيا في وقت لاحق، بالرغم من أنها عوامل غير محددة لإحتمالية الخطر مع تأثير بسيط فقط. مضاعفات الحمل تحدث فيما يقارب من 25 ل 30% من البشر والأغلبية العظمي لا تكون شيزوفرينيا، كما أن أغلبية المصابين بالشيزوفرينيا لم يتم رصد مشاكل أثناء الحمل حدثت معهم. لكن احتمالية حدوثه تضاعفت من المحتمل أن خففت من تأثير الوراثة والعوامل البيئية الأخرى. المضاعفات أو الأحداث المحددة المرتبطة أكثر بالشيزوفرينيا وطرق عملها ما زالت تحت الفحص.
إحدى النتائج الوبائية هي أن الأشخاص الذين تم تشخيصهم بالشيزوفرينيا من الأغلب أنهم ولدوا في الشتاء أو الربيع (على الأقل في النصف الشمالي من الكوكب). أياً كان التأثير ليس بالكبير. التفسيرات تمضن وجود العديد من العدوي الفيروسية في هذا الوقت أو القابلية الأكبر لوجود نقص في فيتامين د. تأثير مماثل (الزيادة في القابلية في مواليد فصليٌ الشتاء والربيع) قد وجد في السكان الأصحاء مثل لاعبي الشطرنج.
النساء الحوامل أثناء المجاعة الهولندية في 1944، حيث كان العديد من الأشخص قريبين من الجوع (أختبروا سوء التغذية) امتلكوا فرصة أكبر للحصول علي طفل سوف يصاب بالشيزوفرينيا. دراسات للأمهات الفنلنديات اللاتي كانوا حوامل أثناء اكتشاف موت أزواجهم أثناء حرب الشتاء في 1930-1940 أطفالهم أعربوا عن قابلية أعلي للإصابة بالشيزوفرينيا بالمقارنة بالأمهات اللاتي اكتشفن موت أزواجهم بعد الحمل مما يقترح أن الضغط العصبي والعضوي للأم له تأثير.

#### نقص التأكسج
منذ 1970 تم افتراض ان نقص معدلات الاكسجين في المخ قبل أو عند أو بعد الولادة مباشرةً من الممكن أن يكون عامل مساعد لتكوين الشيزوفرينيا.
الآن يتم عرض نقص الكسجين مرتبط بالشيزوفرينيا في النماذج الحيوانية، علم الأحياء الجزيئي، الدراسات الوبائية.
إحدي الدراسات استطاعت التفريق بين 90% من مرضي الشيزوفرينيا والأصحاء اعتماداً علي نقص الأكسجين والأيض. تم وصف نقص الأكسجين مؤخراً كأحد أهم العوامل الخارجية التي تؤثر علي القابلية، بالرغم من أن الدراسات كانت غالباً وبائية. مثل هذه الدراسات تعطي مكانة عالية لتأثير نقص الأكسجين، لكن بسبب الأنماط العائلية للمرض في بعض العائلات، تقترح وجود عامل جيني أيضاً. لكن لا تتخطي لتصل إلي استنتاج أن نقص الأكسجين هو السبب الحصري للشيزوفرينيا. إن نقص التأكسج الجنيني في وجود جينات محددة غير معروفة تم ربطه بنقصان حجم قرن آمون مما أدي الي ربطه بالشيزوفرينا أيضاً.
بالرغم من أن أغلب الدراسات أشارت أن نقص التأكسج أدي إلي بعض الاضطراب العصبي أو الضرر الخفي، تم اقتراح أن نقص التأكسج الفسيولوجي الذي يظهر أثناء النمو الجنيني الطبيعي، أو نقص التأكسج المرضي أو الإقفار الدموي، من الممكن أن يسبب تأثير عن طريق جينات ضبط أو إخلال الضبط المتصلة بالنمو العصبي. مراجعة الإنتاج الفكري حكمت أن حوالي 50% من الجينات المرشحة للاتصال بالشيزوفرينيا توافقت مع صفات «ضبط نقص التأكسج والإقفار الدموي أو التعبير الوعائي الدموي» بالرغم من أن فقط 5,3% من كل الجينات تم رصدها كجينات متعلقة بنقص التأكسج\الإقفار الدموي أو الأوعية الدموية.
وجدت دراسة طولية أن مضاعفات الحمل التي تتضمن نقص التأكسج الذي كان عامل مرتبط بحالات قصور النمو العصبي مع تطوير اضطرابات فصامية لاحقاً. تم إيجاد أن نقص التأكسج الجنيني تنبأ بحركات غير طبيعية في عمر الرابعة (وليس السابعة) بين الأطفال الذين يكونون شيزوفرينيا، تقترح أن أثاره محددة لمرحلة النمو العصبي دراسة حالة يابانية لتوأم ثنائي البويضة للشيزوفرينيا (أحدهم تم تشخيصه بالشيزوفرينيا والأخر لا) يشد الانتباه الي اختلاف أوزانهم أثناء الولادة ويستنتج أن نقص التأكسج يمكن أن يكون عامل مُفَرٌق بينهم.
وجدت السيطرة الوظيفية الغير اعتيادية في صنع الحديث (مثل المعالجة السمعية للفص الأيمن) في بعض الأفراد المصابين بالشيزوفرينيا من الممكن ان تكون بسبب الشبكات العصبية الشاذة التي صنعت كتعويض للضرر الموجود في الفص الصدغي التي تم استحداثها بنقص التأكسج قبل وما حول الولادة. يظهر ان نقص التأكسج قبل وما حول الولادة كعامل مهم في نموذج النمو العصبي، مع تضمين ان بعض أشكال الشيزوفرينيا يمكن منع حدوثها.
```
وضحت الأبحاث علي القوارض التي تسعي لفهم الدور الممكن في نقص الأكسجين أثناء الحمل في المتلازمات كالشيزوفرينيا انه ممكن أن يؤدي الي نطاق من الحالات الغير طبيعية في الإحساس والحركة والتعلم والذاكرة. العاهات في الوظيفة الحركية والتناسق، واضحة في المهمات المتحدية عندما كان نقص الأكسجين شديداً بما فيه الكفاية لاصابة المخ بالضرر، كما كانت طويلة الأجل ووصفت ب «السمة المميزة لنقص الأكسجين أثناء الحمل».
[
58
]
[
59
]
```

العديد من دراسات الحيوانات وضحت أن نقص الأكسجين الجنيني من الممكن أن يؤثر علي ركائز عصبية متورطة مع الشيزوفرينيا، اعتماداً علي شدة ومدة نقص الأكسجين بالإضافة إالي مدة الحمل، وفي البشر تم ربط نقص الأكسجين الجنيني الطفيف أو المعتدل بسلسلة من الضعف الحركي، اللغوي والمعرفي في الأطفال، بغض النظر عن الإستعداد الوراثي للشيزوفرينيا. إحدي المقالات أعادت صياغة ان الاضطرابات العصبية في المخيخ تم وجودها في مرضي الشيزوفرينيا وتم تخمين نقص الاكسجين كسبب في الخلل المعرفي الناتج.
```
حيثما بعض الدراسات وجدت تأثير معتدل فقط لنقص التأكسج في الشيزوفرينيا، دراسة طولية باستخدام مجموعة من المؤشرات لرصد نقص الأكسجين الجنيني، مماثلة للإشارات العصبية الناعمة مبكراً أو مضاعفات الحمل، تم التبليغ ان نسبة تكوين الشيزوفرينيا وحالات الذهان الغير فعالة ارتفعت بشدة (5.75% ضد 0.39%). بالرغم من ان التقديرات الموضوعية لنقص الأكسجين لم تحصي جميع حالات الشيزوفرينيا، الدراسة أظهرت زيادة في عدد الشيزوفرينيا بناءَ علي زيادة في شدة نقص الأكسجين.
[
62
]
```

#### عوامل أخرى
هناك الكثير من المستحدث على نطاق واسع من عوامل الخطر ما قبل الولادة مثل الضغط العضوي، سوء التغذية داخل الرحم، والعدوي أثناء الحمل. زيادة سن الأب تم ربطه بالشيزوفرينيا ولان من الممكن أن تحدث الطفرات الكروموسومية في الخلايا التناسلية مع السن ".عامل البندر للأم أو عدم توافق الجينات تم ربطه بالشيزوفرينيا أيضاً، من خلال زيادة نسبة خطورة وجود بيئة غير مناسبة أثناء الحمل. كما أن الأمهات المصابات بالشيزوفرينيا يعدوا زيادة في نسبة الخطورة بالإصابة عن طريق تفاعل معقد بين جينات الأم، سلوك الأم، بيئة الحمل ومن الممكن الأدوية والعوامل الاجتماعية والاقتصادية. مراجع للعديد من هذه عوامل الخطر البيئية تم جمعها في قاعدة بينات علي النت.
ربما هناك علاقة بين الداء البطني والشيزوفرينيا في نسبة بسيطة من المرضي، بالرغم من أن دراسات وبائية وتجارب عشوائية عملاقة سوف يتم الاحتياج لها قبل توكيد هذا الرابط. سحب الجلوتين من الأكل وسيلة مكلفة لتحسين الأعراض في عدد بسيط (3%) من مرضي الشيزوفرينيا.
بالإضافة أن هناك بعض الأدلة علي أن التعرض للسموم قد يؤدي إلي زيادة نسبة الخطورة لتكوين الاضطرابات الطيفية للشيزوفرينيا.
```
تحليل جماعي وجد أن وجود نسبة عالية من العصابية يزيد نسبة الذهان والشيزوفرينيا.
[
67
]
```

### إخماجات وجهاز المناعة
العديد من العدوي الفيروسية في الحمل أو في الطفولة تم ربطها بزيادة خطر تكوين شيزوفرينيا لاحقاً في العمر. الشيزوفرينيا بشكلٍ ما كانت أكثر انتشاراً في مواليد فصل الشتاء حتي أول الربيع، حيث العدوي منتشرة أكثر.
تم دراسة الانفلونزا لمدة طويلة كعامل محتمل. دراسة عام 1988 وجدت أن الأشخاص الذين تعرضوا للإنفلونزا الأسيوية عندما كانوا أجنة في الثلث الثاني للحمل كانوا أكثر عرضة للإصابة بالشيزوفرينيا. أيدت هذه النتيجة لاحقاً بدراسة بريطانية لنفس الوباء، لكن ليس عن طريق دراسة أُجريت عام 1994 للوباء في كرواتيا. لم تجد دراسة يابانية أيضاً أي دعم للعلاقة بين الشيزوفرينيا والولادة بعد وباء الإنفلونزا.
شلل الأطفال، الحصبة، جدري المائي النطاقي، الحصبة الألمانية، فيروس هيربس البسيط النوع الثاني، العدوي التناسلية للأم، فيروس مرض بورنا والأحدث مقوسة غوندية  تم ربطهم بتكوين الشيزوفرينيا في وقت لاحق. الدكاترة النفسيين ي.فولر ور.ه يولكن افترضوا ان طفيلي مشهور في الإنسان يشترك في بعض وان لم يكن كثيراً منها.
في تحليل جماعي للعديد من الدراسات، لقد وجدوا زيادة معتدلة في مستويات الأجسام المضادة للتوكسوبلازما في المصابين بالشيزوفرينيا  ومعدلات أعلي للتعرض قبل وبعد الولادة للمقوسة جوندي، لكن ليست عدوي حادة. أياً كان في دراسة أخرى لخلايا المخ بعد الموت، المؤلفون بلغوا نتائج مبهمة أو سلبية، تتضمن عدم وجود دليل علي ارتباط فيروس الهيربس أو مقوسة غوندية بالشيزوفرينيا.
هناك بعض الأدلة علي دور المناعة الذاتية في تكوين بعض حالات الشيزوفرينيا. تم التبليغ عن علاقة إحصائية بين العديد من الأمراض المناعية  ودراسات مباشرة ربطت اختلال حالة المناعة ببعض السمات الاكلينيكية في الشيزوفرينيا.
تم معرفة هذا النظرية المرضية للشيزوفرينيا أو النظرية الميكروبية للشيزوفرينيا. انها نظرية مرضية للمرض حيث يُظن ان السبب التقريبي لحالات معينة في الشيزوفرينيا هو التفاعل بين الجنين الناشيء والأسباب المرضية كالفيروسات، أو مع الأجسام المضادة من الأم التي تم صنعها لمهاجمة هذه الأسباب المرضية (بالتحديد انترلوكين 8). بحث قوي يقترح أن تعرض أم الجنين (خاصةً في نهاية الثلث الثاني من الحمل) لأمراض معينة (مثل الأنفلونزا) يسبب خللاً في النمو العصبي الذي قد يظهر كقابلية لتكوين الشيزوفرينيا حول فترة البلوغ، بينما المخ ينمو ويتطور
نتائج حديثة تدعم نظرية ان الشيزوفرينيا مرتبطة بالتغييرات في السبيل الأيضي للتريبتوفان-كينورينين بسبب تنشيط أجزاء محددة في الجهاز المناعي.
```
تتم دراسة صلة بعض الأجسام المضادة التي تعمل ضد NMDAR و VGKC . تقترح التخمينات الحالية أنه بين 1.5 
[
87
]
 - 6.5
[
88
]
% من المرضي يمتلكون هذه الأجسام المضادة في دمهم.
[
88
]
[
89
]
 وضحت النتائج الأولية أن هؤلاء المرضي يمكن أن يتم علاجهم بعلاج مناعي مثل الغلوبلين المناعي عن طريق الوريد أو تبديل البلازما 
والستيرويدات
، علاوةً علي الأدوية المضادة للذهان التي تؤدي الي التقليل من الأعراض.
[
90
]
```

### سوابق في الطفولة
```
غالباً سوابق الشيزوفرينيا خفية والذين يكونون الشيزوفرينيا لا يكونون مجموعة فرعية واضحة المعالم - التي سوف تؤدي إلي إثبات سبب معين، متوسط اختلافات المجموعات من الطبيعي من الممكن ان تكون في إتجاه الأداء الأعلي والأسوأ. في المجمل، الدراسات الجماعية للمواليد وضحت تغيرات سلوكية خفية وغير محددة، بعض الأدلة للتجارب المشابهة للذهان (خاصةً الهلاوس), والسوابق المعرفية المتعددة. لقد تم تحديد وجود بعض التناقضات في المجالات الوظيفية المحددة وهل استمروا في الطفولة وهل كانوا مرتبطين تحديداً بالشيزوفرينيا.
[
91
]
```

وجدت دراسة مستقبلية متوسط الاختلافات بين حيز من المجالات التطورية، التي تتضمن الوصول إلي معالم التطور الحركي في عمر متأخر، امتلاك مشاكل في الحديث، نتائج اختبارات دراسية أقل، تفضيل اللعب المنفرد في سن الرابعة والسادسة، ويكون أكثر قلقاً اجتماعياً في سن الثالثة عشر. المعدلات المنخفضة لمهارات الأم وتفهم الطفل في سن الرابعة تم ربطه أيضاً بالشيزوفرينيا.
تم تحديد بعض من اختلافات التطور والنمو في أول سنة من العمر في فنلندا، بالرغم من أنها غالباً مرتبطة بالمتلازمات الذهانية أكثر من الشيزوفرينيا بالتحديد. الإشارات الحركية الخفية استمرت إلي مدي معين، تشير إلي رابطة بسيطة بالأداء المدرسي في المراهقة. وجدت دراسة فنلندية قديمة أن أداء الطفولة في 400 فرد تم تشخيصهم بالشيزوفرينيا كان سيئاً بوضوح مقارنةً بالأصحاء من المواد المتعلقة بالتناسق الحركي (الرياضة والصناعات اليدوية) بين السابعة والتاسعة، لكن لم يكن هناك أي اختلاف في المواد النظرية (خلاف بعض نتائج معدلات الذكاء). (المرضي في هذه الفئة العمرية مع هذه الأعراض كانوا أقل احتمالاً لأن يصلوا للمدرسة الثانوية، بالرغم من امنلاك المقدرة الدراسية).
غالباً تظهر أعراض الشيزوفرينيا قريباً بعد البلوغ، عندما يخضع المخ لتغييرات النضوج المهمة. يعتقد بعض المحققين ان مسار مرض الشيزوفرينيا بدأ أثناء الحمل، تجلس خاملة حتي البلوغ، ثم تسبب فترة من التدهور العصبي التي تؤدي إلي ظهور الأعراض. أياً كان، إعادة تحليل البيانات في الدراسة الفنلندية التالية، علي أطفال كبار (14 إلي16) في نظام دراسي متغير، باستخدام خصائص تشخيصية محددة ومع حالات أقل وأصحاء أكثر، لم تدعم اختلاف كبير في الأداء الرياضي واليدوي. لكن دراسة أخرى وجدت أن التناسق الحركي الغير اعتيادي الذي تم تسجيله عند عمر السابعة تم ربطه في سن الرشد مع كلا الشيزوفرينيا والإخوة الغير مصابيين، بينما الحركات الغير اعتيادية في سن الرابعة والسابعة تنبأت بالشيزوفرينيا في الكبر لكن لم تتنبأ بحالة الإخوة الغير مصابين.
وجدت دراسة جماعية للمواليد في نيوزيلندا أن الأطفال الذين كونوا المتلازمة الشيزوفرينية امتلكوا، بالإضافة إلي مشاكل عاطفية وصعاب شخصية مرتبطة بكل النتائج النفسية المقاسة للكبار، خلل مهم في الحركية العصبية، اللغة المتقبلة، والتطور المعرفي. وجدت دراسة عكسية أن البالغين المصابين بالشيزوفرينيا أدوا أفضل من المتوسط في المواد الفنية في سن ال 12 وال 15, وفي اللغويات والمواد الدينية في سن آل 12 , لكن أسوأ من المتوسط في الرياضة في سن ال 15.
```
بعض الدراسات الصغيرة علي أبناء المصابين بالشيزوفرينيا وجدت العديد من القصور العصبي السلوكي،
[
100
]
 بيئة عائلية أفقر وسلوك مدرسي مخل بالنظام،
[
101
]
 إقبال سيء علي الصداقات، عدم النضوج أو اللا شعبية 
[
102
]
 أو أداء اجتماعي أسوأ وزيادة في الأعراض الشيزوفرينية التي تظهر أثناء المراهقة.
[
103
]
```

```
مجموعة فرعية أقلية من الشيزوفرينيا «متلازمة العجز» تم إقتراحها ليتم رصدها بسوء التكيف المبكر والمشاكل السلوكية، مقارنةً بالمجموعات الفرعية الغير عاجزة.
[
104
]
```

هناك دليل أن تجارب الطفولة مثل سوء المعاملة أو الصدمة يعدون عوامل خطر في تشخيص الشيزوفرينيا لاحقاً في العمر . أبلغ بعض الباحثين أن الهلاوس والأعراض الأخرى تعتبر مميزة للشيزوفرينيا والذهان كان أكثر علاقةً بالإهمال وسوء المعاملة في الطفولة مثل العديد من المشاكل العقلية الأخرى. استنتج الباحثون ان هناك حاجة إلي تدريب طاقم العمل علي سؤال المرضي حول سوء المعاملة، والحاجة لعرض علاجات نفسية للذين تعرضوا للإهمال وسوء المعاملة في الطفولة.

### تعاطي المواد
العلاقة ين الشيزوفرينيا وإدمان المواد معقدة، بمعني ان الصعب مزع الصلة التَصَادُفِيّة الواضحة بين إدمان العقار والشيزوفرينيا. بعض المواد من الممكن ان تسبب ذهان. استخدام العديد من العقاقير يجعل تشخيص الشيزوفرينيا أكثر تعقيداً. لا يمكن تشخيص الشخص من دون وجود أعراض استمرت بعد انتهاء الإدمان. هناك دليل قوي علي أن استخدام عقاقير معينة من الممكن أن فعٌل بداية أو انتكاسة الشيزوفرينيا في بعض الأشخاص. أيضأ ممكن أن تكون الحالة هي أن الأشخاص يستخدمون عقاقير للتغلب علي المشاعر السيئة المصاحبة لكلا مضادات الذهان والمرض نفسه حيث أن المشاعر السلبية، جنون الارتياب، انعدام التلذذ هي سمات أساسية .
معدل إدمان المواد معلوم انه عالي بالتحديد في هذه المجموعة. في دراسة حديثة، 60 بالمائة من المصابين بالشيزوفرينيا قد وجد أنهم مدمنون و37 بالمائة سوف يتم تشخيصهم بمتلازمة إدمان العقاقير.

#### الحشيش
هناك بض الأدلة علي إمكانية مساهمة الحشيش في الشيزوفرينيا. بعض الدراسات تقترح ان الحشيش ليس عامل مهم أو كفء في تكوين الشيزوفرينيا، لكنه من الممكن أن يزيد فرصة حدوث الشيزوفرينيا ومن الممكن ضمن أشياء أخرى أن يكون عامل تصادفي مهم. لكن تم انتقاد بعض الأبحاث في هذا المجال لأنها لم تكن بالوضوح الكافي لتفسير هل الحشيش سبب أم تأثير للشيزوفرينيا. لمخاطبة هذه المسألة، بحث حديث عن دراسة مستقبلية اقترحت ان الحشيش إحصائياً يضاعف فرصة تكوين الشيزوفرينيا علي المستوي الفردي، ولو اننا افترضنا علاقة تصادفية ستكون مسئولة عن 8% من الحالات في المجتمع.
سوء استخدام\تعاطي الحشيش عن طريق صغار السن يشتبه انه سبب في الشيزوفرينيا في القادم من العمر من خلال التدخل في وتشويه في النمو العصبي خاصةً القشرة الجبهية في المخ. دراسة طولية قديمة في السويد نُشرت في 1987 تقترح زيادة 6 تَضَاعِيف في فرصة تكوين الشيزوفرينيا لمتعاطي الحشيش بغزارة (في أكثر من 50 مناسبة).
تعاطي الحشيش يشتبه انه يساهم في حالة من زيادة الدوبامين وهي مميزة للشيزوفرينيا. المركبات الموجودة في الحشيش مثل رباعي هيدرو كانابينول، تم اثبات انها تزيد نشاط مسارات الدوبامين في المخ، وتقترح ان الحشيش يفاقم أعراض الذهان في مرضي الشيزوفرينيا.
بالرغم من الزيادة في تعاطي الحشيش في 1960-1970 في المجتمع الغربي، معدلات الاضطرابات الذهانية مثل الشيزوفرينيا استمرت في الثبات علي مر الزمن.

#### امفيتامين ومنبهات أخرى
الامفيتامين يحفز افراز الدوبامين والوظيفة الزائدة للدوبامين يعتقد انها مسئولة عن العديد من أعراض الشيزوفرينيا (معروفة بنظرية الدوبامين للشيزوفيرينيا), الامفيتامينات قد تزيد أعراض الشيزوفرينيا سوءً. الميتامفيتامين سم عصبي قوي مشتق من الامفيتامين، يسبب الذهان في أقلية جوهرية من المتعاطين بانتظام التي تحاكي الشيزوفرينيا الارتيابية. لأغلب الأشخاص هذا الذهان يختفي خلال شهر من غياب المادة التي يتم تعاطيها لكن في الأقلية الذهان من الممكن ان يصبح مزمن . الأفراد الذين يكونون ذهان مستمر بغض النظر عن الامتناع عن المادة غالباً يمتلكون تاريخ أسري للشيزوفرينيا.
تم طرح مخاوف من الاستخدام الطويل الأمد للمنبهات في حالات اضطراب نقص الانتباه مع فرط النشاط من الممكن أن تؤدي إلي جنون الارتياب، الشيزوفرينيا-...- . التاريخ الأسري للأمراض العقلية لا يتنبأ باحتمالية حدوث تسمم للمحفز في حالات اضطرابات نقص الانتباه مع فرط النشاط في الأطفال. معدلات مرتفعة من استخدام محفزات في الطفولة تم رصدها في تشخيصات للشيزوفرينيا والاضطراب ذو الاتجاهين بعيداً عن اضطراب نقص الانتباه مع فرط النشاط. الأفراد الذين تم تشخيصهم بالشيزوفرينيا أو الاضطراب ذو الاتجاهين تم وصف المحفزات لهم أثناء الطفولة لهم بداية أبكر في تكوين اضطرابات ذهانية ويعانون مسار إكلينيكي أقوي للاضطرابات الذهانية. لقد تم اقتراح ان هذه المجموعة المتفرعة الصغيرة من الأطفال الذين يكونون شيزوفرينيا نتيجة لاستخدام المحفزات لهم استعداد وراثي لتكوين الذهان. بالإضافة إالي ان الامفيتامينات معروفة انها تسبب ذهان محفز في الأشخاص المعافيين الذي يشابه سطحياً الشيزوفرينيا، ممكن أن يتم تشخيصه خطأ كبعض من خبراء الصحة.

#### مسببات هلوسة
يمكنك رؤية أيضاً: ثنائي إيثيل أميد حمض الليسرجيك والشيزوفرينيا
العقاقير مثل الكيتامين، الفينسيكليدين وثنائي إيثيل أميد حمض الليسرجيك تم استخدامهم لمحاكاة الشيزوفرينيا لإسباب بحثية . استخدام ثنائي إيثيل أميد حمض الليسرجيك والمنشطات الأخرى كنموذج لم تعد مشهورة بين مجتمع البحث العلمي، لأن الاختلاف بات واضحاً بين الحالة المحفزة عن الطريق العقاقير والصورة النموذجية للشيزوفرينيا. الفصاميين الكيتامين والفينسيكليدين مازالوا يعتبرون كمسببات لحالات شبيهة للغاية كما يعتبروا كنماذج أكثر من محفزات لانهم يسببون أعراض سلبية وإيجابية كالشيزوفرينيا.

#### الكحول
حوالي 3 بالمائة من مدمني الكحول يختبرون الذهان أثناء التسمم الحاد أو أعراض الانسحاب. آلية حدوث الذهان المتعلق بالكحول هي حدوث انْفِتال في أغشية الأعصاب، تعبير جيني، بالإضافة إالي نقص في الثيامين (فيتامين ب1). هنالك دليل علي ان إدمان الكحول عن طريق آلية التعلق في بعض الأحيان يؤدي الي تكون اضطراب ذهاني مزمن مثل الشيزوفرينيا.

#### التبغ
يميل مرضي الشيزوفرينيا لتدخين التبغ أكثر من غيرهم. المعدلات مرتفعة بشدة بين المُشَرّدين والذين تم إيوائهم في المؤسسات . في المملكة البريطانية المتحدة منذ 1993, وجد 74% من مرضي الشيزوفرينيا الذين يعيشون في المؤسسات مدخنين. وجدت دراسة 1999 التي شملت جميع مرضي الشيزوفرينيا في نيسثدال في اسكتلندا أن معدل انتشار التدخين بينهم 58% مقارنةً بمعدل الانتشار من السكان عامةً وكان 28%. وجدت دراسة أقدم أن 88% من المرضي الخارجيين كانوا مدخنين.
```
بالرغم من أن معدلات انتشار التدخين بين مرضي الشيزوفرينيا الذين تم تشخيصهم الا أن متوسط فرصتهم تكوين والموت من 
سرطان الرئة
 أقل بكثير. بينما السبب مجهول، من الممكن أن يكون نتيجة لمقاومة جينية للسرطان، أثر جانبي لأدوية يتم أخذها، أو أن إحصائياً فرصة موتهم من أسباب أخرى أعلي.
[
129
]
```

دراسة 2003 لحوالي 50 ألف مجند سويدي وجدت أن هناك تأثير وقائي صغير لمن مهم للسجائر علي قابلية تكوين شيزوفرينيا لاحقاً في العمر. بينما أصحاب الدراسة أكدوا ان مخاطر السجائر تتعدي بمراحل فوائدها البسيطة، هذه الدراسة تقدم دليل علي نظرية التطبيب الذاتي بالسجائر في الشيزوفرينيا من الممكن أن تعطي أدلة علي كيفية تكوين الشيزوفرينيا علي النطاق الجُزَيْئي. إضافة الي ذلك العديد من مرضي الشيزوفرينيا قد دخنوا السجائر لمدة طويلة قبل تشخيص المرض، الدراسة الجماعية للمجندين الاسرائيلين وجدت أن المراهقين الأصحاء المدخنين كانوا أكثر عرضة لتكوين شيزوفرينيا في المستقبل من نظرائهم الغير مدخنين.
إنه من المهم أن تدخين السجائر يؤثر علي الكبد حيث أن الأدوية المضادة للذهان التي تستخدم لعلاج الشيزوفرينيا يتم تكسيرها في الدم بشكل أسرع. هذا يعني أن مرضي الشيزوفرينيا المدخنين يحتاجون لجرعات أعلي قليلاً من مضادات الذهان لتعطي التأثير المماثل لغير المدخنين .
الزيادة في معدلات التدخين في الشيزوفرينيا ربما ترجع للرغبة في التطبيب الذاتي بالنيكوتين. إحدي الاحتمالات هو أن التدخين يقدم تأثير قصير المدي لتحسين الانتباه والقدرات الإدراكية عند الشخص الذي يعاني من هذا المرض. لقد تم إفترض ان آلية هذا التأثير هو أن مرضي الشيزوفرينيا يمتلكون اضطراب في مستقبلات النيكوتين الذي يخمد مؤقتاً باستخدام التبغ. أياَ كان، يعض الباحثين تسائلوا حول إذا كانت نظرية التطبيب الذاتي هي التفسير الأمثل لهذا الارتباط.
دراسة من عام 1989  ودراسة حالة 2004 يظهران انه عند اعطاء هالوبيريدول، النيكوتين يحد من مدي زيادة حساسية مستقبلات الدوبامين 2 عن طريق مضادات الذهان. معتمداً علي جهاز الدوبامين، أعراض خلل الحركة المتأخر لا توجد في المرضي متعاطيي النيكوتين بالرغم من زيادة 70% تقريباً في عمل مستقبلات الدوبامين، لكن الأصحاء يمتلكون أكثر من 90% ويملكون أعراض. دراسة 1997 قدمت ان التململ قد قل بشكل ملحوظ عند إعطاء النيكوتين عندما تم حدوث التململ نتيجة لمضادات الذهان. هذا يعطي مصداقية لفكرة استخدام التبغ للتطبيب الذاتي بتقليل أثار المرض، الأدوية أو الاثنين سوياً.

### تجارب حياتية

#### المحن الإجتماعية
لقد وجد أن فرصة تكوين الشيزوفرينيا تزيد مع زيادة عدد العوامل الاجتماعية المزعجة (مثل مؤشرات حظ سيء أجتماعياً واقتصادياً أو نبذ اجتماعي) موجود في الطفولة. أحداث الحياة المرهقة غالباً تسبق بداية الشيزوفرينيا. تاريخ شخصي أو عائلي قريب للهجرة هو عامل خطورة معقول للشيزوفرينيا، الذي تم ربطه بالمحن النفسية الاجتماعية، خسارة اجتماعية كونه منبوذ، التفرقة العنصرية، تفكك عائلي وحالات الإسكان السيئة. البطالة والانفصال المبكر عن العائلة من العوامل المهمة المسئولة عن المعدلات المرتفعة للشيزوفرينيا في السكان البريطانيين في افريقيا ومنطقة البحر الكاريبي، بالمقارنة للسكان الأصليين لافريقيا ومنطقة البحر الكاريبي. هذا مثال يوضح ان سوء الحظ الاجتماعي يلعب دور كبير مساوٍ للوراثة في بداية الشيزوفرينيا.
تجارب الطفولة كالإساءة والصدمات يعدوا عوامل خطر لتشخيص الشيزوفرينيا لاحقاً في العمر. توضح دراسات حديثة واسعة المجال العلاقة أنها علاقة عابرة، مع زيادة الخطورة مع زيادة مواقف سوء المعاملة، بالرغم من ان مقال نقدس يقترح ان القضايا المنهجية والتصورية تحتاج المزيد من البحث. هناك بعض الأدلة أن المحن من الممكن أن تؤدي إلي تحيزات معرفية وتغيير في النقل العصبي للدوبامين، عملية أطلق عليها «التحسس». صدمات الطفولة والحرمان أو الانفصال في العائلات، تم إيجاد انهم عوامل خطر للإصابة بالشيزوفرينيا والذهان.
تجارب اجتماعية معينة تم ربطها بطرق نفسية محددة وتجارب ذهانية في الشيزوفرينيا. بالإضافة إلي امتلاك دراسات تصوير الأعصاب الهيكلية لضحايا العنف الجنسي والصدمات الأخرى في بعض الأحيان الي نتائج تم التبليغ عنها تشبه هؤلاء الذين في مرضي الذهان، مثل تنحيف الجسم الثفني، فقدان حجم القشرة الحزامية الأمامية، ونقصان حجم قرن آمون.

#### التمدن
نتيجة ثابتة ومكررة كانت الربط بين العيش في البيئة المدنية وتكوين الشيزوفرينيا، حتي بعد عوامل مثل الإدمان، المجموعة العرقية وحجم المحموعة الاجتماعية التي تم التحكم فيها. دراسة حديثة ل 4.4 مليون رجل وامرأة في السويد وجدت أن 68-77% زيادة في نسبة تشخيص الذهان في الأشخاص الذين يعيشون في أكثر البيئات تمدناَ، نسبة كبيرة من الذي ممكن أن يطلق عليها شيزوفرينيا.
التأثير لا يبدو كأنه نتيجة النسبة العالية لمضاعفات الحمل في البيئات المدنية. نسبة خطورة الإصابة تزداد مع عدد الأعوام ودرجة حياة التمدن في الطفولة والمراهقة، تقترح ان التعرضات الثابتة، المتراكمة أو المتكررة أثناء التنشئة التي تحدث أكثر في المناطق المدنية مسئولة عن هذا الترابط.
تم الحكم علي العديد من التفسيرات الممكنة اعتماداَ علي النتائج، من ضمنها التي تحدث من العدوي أو التأثير العام للضغط . لقد ظُن انه يتفاعل مع الاستعداد الجيني وبما انهم يظهروا انهم ليسوا اختلاف عشوائي حتي على نطاق أحياء مختلفة، وارتباط مستقل بالعزلة الاجتماعية، تم اقتراح ان نسبة «الرأسمال الاجتماعي» (مثل درجة الثقة المتبادلة، الترابط والأمان في الأحياء) تستطيع أن تضفي أثر على نمو الأطفال في هذه البيئات.

#### العلاقات الوطيدة
```
لقد توافق الدليل مع نظرية أن السلوكيات السلبية من الآخرين تزيد قابلية انتكاسة الشيزوفرينيا، تعليقات حرجة محددة، العدوانية، التسلط، والتطفل أو السلوكبات التحكمية (سميت المشاعر المعبرة بشدة عن طريق الباحثين).
[
155
]
 بالرغم من أن أعضاء العائلة والأشخاص المهمين لم يتم تحميلهم المسئولية عن الشيزوفرينيا - السلوكيات، طريقة التعامل، والتفاعل مع الأطراف الأخرى - العلاقات الغير داعمة من الممكن أن تشارك في نسبة خطورة تكوين الشيزوفرينيا.
[
114
]
[
156
]
 نسبة الخطورة لتكوين الشيزوفرينيا يمكن أن تزداد أيضاً عن طريق تكوين الشخص لصورة سيئة عن نفسه، عن طريق أن حدود الشخص تختلط مع حدود الأم أو الأب. يجب وضع حدود نفسية صارمة بين الشخص ونفسه والوالدين. دفع دور الوالدين في الخلفية وتكوين وعي صحي بالنفس يمكن أن يكون وسيلة للتعافي.
[
157
]
 أنظمة الدعم الاجتماعي مهمة جداً لمرضي الشيزوفرينيا والأشخاص المرتبطين بهم.
[
158
]
 التعافي من الشيزوفرينيا ممكن عندما يكون الشخص وعي صحي بنفسه وعند وضع حدود نفسية صارمة مع الوالدين.
[
157
]
```

### تأثيرات تآزُرِيٌّة
التجارب علي الفئران وفرت دليل علي أن عوامل ضغط متعددة تستطيع العمل معاً علي زيادة مخاطر تكوين الشيزوفرينيا. بالتحديد الاجتماع بين عداوي الأم أثناء الحمل يليها عامل ضغط متصاعد أثناْء بداية البلوغ الجنسي تزيد فرصة تطوير الفأر لأعراض الشيزوفرينيا، بينما حدوث واحد من هذه العوامل دون الأخرى لا يؤثر .

### آراء أخرى
تم اقتراح ان الشيزوفرينيا اضطراب عقلي وليس مرض عقلي. تم تصنيفها كمرض عقلي لأن الأعراض تصطف لتدعم ذلك وأسباب هذا الاضطراب ليست معلومة أو مفهومة بالكامل. الأطباء النفسيين ر.د. لاينج، سيلفانو اريني، ثيودور ليدز واخرون تناقشوا حول أن أعراض ما يسمي بالمرض العقلي هي ردود أفعال مفهومة لمطالب مستحيلة التي يتم وضعها علي بعض الأفراد الحساسين من المجتمع والعائلة. كان لاينج واريتي وليدز بارزين في تقدير محتوي التجربة الذهانية كشيء يستحق التفسير ليس إعتباراها كشيء ثانوي وعلامة بلا معني ضغوطات نفسية أو عصبية. وصف لاينج إحدي عشرة دراسة حالة لأشخاص تم تشخيصهم بالشيزوفرينيا وتناقش حول محتوي أفعالهم ومقولاتهم كان ذا معنى ومنطقي في إطار عائلاتهم ومواقف حياتية.
في عام 1956، صاغ جريجوري باتيسون وزملائه بول واتزلاويك ودونالد جاكسون وجاي هالي نظرية الشيزوفرينيا، بالارتباط بعمل لاينج، الناتج عن مواقف الربط المزدوج حيث يستقبل شخص رسائل مختلفة أو متناقضة. لذا الجنون كان تعبير عن هذا الضغط ويجب تقييمه كمليٌن وتجربة مغيٌرة. شرح ليدز وزملائه في كتب الشيزوفرينيا والعائلة والمصدر وعلاج الاضطرابات الانفصامية معتقدهم أن السلوك الأبوي يمكن أن يؤدي الي مرض عقلي في الأطفال. تفسير أريتي للشيزوفرينيا فاز بجائزة الكتاب العلمي الوطنية سنة 1975 في الولايات المتحدة.
تم تطوير مبدأ الشيزوفرينيا كنتيجة للحضارة عن طريق الطبيب النفسي جوليات جاينز في كتابه مصدر الوعي في تكسير العقل ثُنائِيُّ الغُرَف، لقد اقترح انه حتي بداية الأوقات التاريخية، الشيزوفرينيا أو الظروف المشابهة كانت حالة طبيعية للوعي البشري. هذا سوف يأخذ شكل «العقل ثُنائِيُّ الغُرَف» حيث أن الحالة الطبيعية للتأثير المنخفض، مناسبة للنشاطات الروتينية، سوف تُفسٌر في لحظات الأزمات ب «الأصوات الغامضة» التي تعطي إرشادات، التي ميزها الأشخاص الأولين كتدخلات من الآلهة. تكهن الباحثون في الشامانية أن في بعض الثقافات الشيزوفرينيا والحالات المشابهة (مثل اضطراب الشخصية الفصامية) ممكن ان يؤدي الي ان يصبح شامان ; الخبرة في امتلاك مدخل إلي حقائق مختلفة ليس بعدم مشهور في الشيزوفرينيا، وهي تجربة رئيسية في العديد من العادات الشامانية. بالتساوي يمكن أن يمتلك الشامان المهارة لجلب وتوجيه بعض الحالات المتغيرة في الوعي كالتي يصنفها الأطباء النفسيون كمرض. مؤرخي النفسية، من ناحية أخرى، يتقبلوا التشخيصات النفسية. أياً كان عكس النموذج الحالي للإضطرابات العقلية من الممكن أن يجادلوا ان التربية السيئة في المجتمعات القبلية تؤدي إلي الشخصيات الفصامية للشامان. أيد المعلقين مثل بول كورتز واخرين فكرة الشخصيات الدينية العظيمة خاضوا تجربة الذهان، سماع الأصوات وعرضوا أوهام العظمة.
أشارت الأبحاث النفسية العلمية الحديثة لعدد من العمليات التي قد تسبب أو تؤدي إلي حلقات من الشيزوفرينيا.
تم تحديد عدد من التحيزات المعرفية والنواقص. هذا يتضمن تحيزات النسب في المواقف الاجتماعية، صعوبة في التفريق بين الحديث الداخلي والحديث القادم من مصدر خارجي (مراقبة المصدر)، الصعوبة في ضبط الحديث ليتلائم مع احتياجات المستمع، صعوبات في المراحل المبكرة جداً من معالجة المعلومات البصرية (التي تتضمن التثبيط المخفض الكامن) والتحيز الانتباهي اتجاه التهديدات.
تم عرض أن بعض هذه الإتجاهات ساءت أو ظهرت تحت ضغط عاطفي أو في مواقف محيرة. كما في النتائج العصبية المرتبطة، لم يتم رؤيتهم في جميع من تم تشخيصهم بالشيزوفرينيا، وليس من الواضح كيف هم مرتبطين بالتحديد بالشيزوفرينيا. أياً كان النتائج المتغلقة بالصعوبات المعرفية في الشيزوفرينيا من الممكن الاعتماد عليها وثابتين بما فيه الكفاية لبعض الباحثين للجدال حول انهم من المشخصات.
تم تقرير ان القدرة الضعيفة علي تقدير الحالات العقلية للنفس وللاخرين أفضل متنبأ للكفاءة الاجتماعية السيئة في الشيزوفرينيا، والعلامات المعرفية المشابهة تم توضيحها في الأقارب الوطيدين للأشخاص الذين تم تشخيصهم بالشيزوفرينيا.
تم توريط عدد من العوامل العاطفية بالشيزوفرينيا، مع وضع بعض النماذج في أساس المتلازمة. كان يظن أن ظهور التأثير المضاعف تعني أن الذي يعاني لم يختبر مشاعر قوية، ولكن دراسات حديثة تشير إلي غالباً هناك مستوي طبيعي أو مرتفع من العاطفية، خاصةً نتيجة للأحداث السلبية أو المواقف الاجتماعية المجهدة. بعض النظريات تقترح ان الأعراض الإيجابية للشيزوفرينيا قد تنتج عن أو تسوء عن طريق المشاعر السلبية، التي تتضمن مشاعر الاكتئاب ونقص الثقة بالنفس  ومشاعر الضعف، الدونية أو الوحدة. المشاعر السلبية المزمنة ومهاييء المهارات التكيف يمكن أن تفسر بعض الرابطة بين الضغوطات النفسية والأعراض. السلوك الحرج والتحكمي النابع من الأشخاص المهمين (المشاعر التي يعبر عنها بشدة) تسبب زيادة في الإثارة العاطفية  والثقة بالنفس المنخفضة  والزيادة اللاحقة للأعراض الإجابية كالأفكار الغير اعتيادية. البلدان والثقافات حيث الشخصيات الفصامية أو أعراض الشيزوفرينيا يتم تقبلها وتقديرها تبدو مرتبطة انخفاض ظهور، أو زيادة التعافي من الشيزوفرينيا.
الدراسات المرتبطة تقترح أن محتوي المعتقدات الذهانية والوهمية في الشيزوفرينيا يمكن أن تكون ذات معنى وتلعب دور عارض أو متوسط في انعكاس تاريخ الحياة، أو الظروف الاجتماعية للفرد. الأقلية القابضة للمعتقدات الاجتماعية والثقافية، كمثال نتيجة للخلفية العرقية، تم ربطها لزيادة تشخيص الشيزوفرينيا. طريقة الفرد لتفسير أوهامه أو أوهامها والهلاوس. (مثل مهددة أو إيجابية) تم وجود ان لها تأثير على الوظيفة والتعافي.
يعتقد بعض الخبراء الاستقلال ضد الألفة حافز للأعراض الفصامية.
```
خطوط أخرى للعمل مرتبطة بالنفس في الشيزوفرينيا ربتها للتفكك النفسي 
[
180
]
 أو الحالات الغير طبيعية للوعي والهوية كما هو مفهوم في الظواهر، كالإضطرابات النفسية، ووجهات نظر أخرى.
[
181
]
[
182
]
```

جادل الطبيب النفسي تيم كروو حول ان الشيزوفرينيا هو الثمن التطوري الذي ندفعه للفص الشمالي من العقل المتخصص باللغة. حيث أن الذهان تم ربطه درجات عالية من تنشيط الفص اليميني من العقل ونقص في السيطرة المعتادة للفص الشمالي، قدراتنا اللغوية من الممكن أن تكون تطورت علي حساب التسبب في الشيزوفرينيا عندما يقع هذا الجهاز.
في الطب البديل، بعض الممارسين يؤمنون ان هناك العديد من الأسباب البدنية التي تؤدي إلي تشخيص الشيزوفرينيا. بينما بعض هذه التفسيرات تبدو ساذجة، اخرين (كتسمم المواد الثقيلة والخلل الغذائي) تم دعمهم على الأقل بالبحث. أياً كان ليس واضح تماماً كيف (لو أي) مرض تم تشخيصهم مبدأياً بالشيزوفرينيا هذه التفسيرات البديلة تمثل.
```
من الممكن أن يزيد الضغط النفسي الشيزوفرينيا سوءاً.
[
187
]
```